# ヒッパルコス (人工衛星)
ヒッパルコス（Hipparcos、High Precision Parallax Collecting Satellite、「高精度視差収集衛星」の意）とは、1989年8月8日に欧州宇宙機関によって打ち上げられ、1993年まで運用された高精度位置天文衛星である。世界で最初の位置天文衛星でもある。日本ではヒッパルコス衛星（-えいせい）と呼ばれることが多い。

## 概要
古代ギリシアの天文学者ヒッパルコスにちなんで名づけられた（ただし、こちらの綴りはHipparchus）。この衛星は、恒星の位置を大気の影響の無い宇宙空間で精密に測定することが主なミッションであった。その位置の時間的な変化を観測することにより、年周視差に基づく恒星の距離および固有運動を求めることができる。衛星バスとしては質量約1,400kgの六角柱状の構体と、3方向に伸びた太陽電池パドルを備えていた。
打ち上げはドイツの放送衛星TVSAT-2とともにアリアンロケットV33号（44LP型）により正常に行われた。しかしアポジモーターの故障により静止軌道への投入ができず、近地点約500キロメートル、遠地点約3万6000キロメートルの極端な楕円軌道（静止トランスファ軌道）に留まることになってしまった。しかし、欧州宇宙機関の運用・観測スタッフの4ヶ月に渡る観測システムの再構築により、大半の観測は問題なく行われた。
1993年6月の観測終了までに、全天の恒星の観測を行い、118,218個の恒星についてヒッパルコス星表として知られる星表を作成した。限界等級は12.4等であるが、十分な観測がされ精度も高いのはおよそ9等級よりも明るい星である。9等級よりも明るい星に対しては、
位置および年周視差に対する精度は平均0.001秒角程度である（ただし、天球上の星の位置によって観測頻度や回数が異なることから精度がかなり異なることには注意が必要）。地球からの距離がdパーセクの星では年周視差が1/d秒角になるので、距離が100パーセク以下の星までの距離をおよそ10%以下の誤差で求めたことになる。誤差10%以内の精度で観測できた星の数は20853個であった。
また、固有運動の精度は0.001秒角/年程度である。
また、衛星の姿勢確認・制御用の補助観測装置による観測データを用いて、低い精度ではあるが、天体の位置と、2色の光度を観測を行った。これはティコ実験と呼ばれており、このデータはティコ星表としてまとめられ、1,058,332個の星が掲載されている。後に同じ観測データの再解析を行って、より多くの星のデータ（約250万個）をまとめたティコ第二星表も作成された。これらはヒッパルコス星表に精度は劣るものの、はるかに多数の星のデータがまとめられているため、重要な星表となっている。

## 成果と後継計画
ヒッパルコス衛星によって全天の恒星の位置が精度良く観測され、多くの星の距離が年周視差から明確に決定できた意義は非常に大きい。この観測データに基づいて多くの科学的な研究が行われた。まず、精度良く距離が測定できた星の数が大きく増加したことにより、HR図の精度が向上するとともに、それぞれの星のHR図上での位置が細かくわかるようになった。その結果、恒星の構造と進化についての研究が進んだ。また、恒星の距離と運動速度を統計的に扱うことにより、太陽系近傍の銀河円盤の構造と力学についての研究がなされた。そして、宇宙の距離梯子の重要な段階についての研究が進んだ。他の多くの研究も含め、2007年までに得られた研究成果について、ヒッパルコス衛星の
プロジェクトマネージャーであったMichael Perrymanがまとめた本が出版されている。
ヒッパルコス衛星の位置決定精度では、誤差10%以下の十分良い精度で距離が観測できたのは地球から約100パーセク以内の星であり、天の川銀河の大きさ（中心まで地球から約8000パーセク）に比べると非常に短距離である。また、星は固有運動によって徐々に位置が変化しているため、固有運動の観測誤差によって現在の星の推定位置の誤差は毎年増大している。そこで新たなより高精度の観測を行う必要あり、そのための後継計画が欧州宇宙機関によるガイア計画と日本の国立天文台が中心に推進しているJASMINE計画である。